# Way of Life (Lil Wayne)
Way of Life is een nummer van de Amerikaanse rapper Lil Wayne, uitgebracht op 3 mei 2002 door het platenlabel Cash Money. Big Tymers & TQ zijn ook te horen op dit nummer. Het nummer behaalde de 71e positie in de Billboard Hot 100.